# Dayi, Chengdu
Dayi, tidigare romaniserat Tayi, är ett härad som lyder under provinshuvudstaden Chengdus stad på prefekturnivå i Sichuan-provinsen i sydvästra Kina.
Under svältkatastrofen under det Stora språnget 1958-1962 hörde Dayi till de hårdast drabbade orterna.

## Kända personer
- Liu Wenhui (1895-1976), krigsherre och politiker.